# Bojan Najdenow
Bojan Najdenow, maced. Бојан Најденов (ur. 27 sierpnia 1991) – macedoński piłkarz grający na pozycji środkowego pomocnika w Esteghlalu Teheran.

## Kariera klubowa
W latach 2010–2015 był zawodnikiem Horizontu Turnowo, w barwach którego rozegrał w macedońskiej ekstraklasie 128 meczów i zdobył osiem bramek. W pierwszej rundzie sezonu 2012/2013 przebywał na wypożyczeniu w drugoligowym FK Mirawci.
W latach 2015–2016 występował w Rabotniczki Skopje. W sezonie 2016/2017, w którym zdobył ze swoim klubem brązowy medal mistrzostw Macedonii, rozegrał 30 meczów i strzelił cztery bramki w spotkaniach z: FK Makedonija Dźorcze Petrow (4:0 – 10 sierpnia 2016; 2:1 – 15 października 2016), Pobeda Prilep (1:2 – 28 września 2016; 3:1 – 30 listopada 2016). W sezonie 2017/2018 wystąpił w czterech meczach kwalifikacyjnych do Ligi Europy, w których zdobył trzy gole.
Pod koniec sierpnia 2017 przeszedł do Smouha SC. W egipskiej ekstraklasie rozegrał cztery mecze. W styczniu 2018 testowany był w Koronie Kielce (zagrał w dwóch sparingach), z którą przebywał na obozie przygotowawczym w Turcji. Nie został jednak zawodnikiem kieleckiego klubu. W lutym 2018 podpisał półtoraroczny kontrakt z irańskim Esteghlalem Teheran.

## Kariera reprezentacyjna
W reprezentacji Macedonii zadebiutował 18 czerwca 2014 w przegranym meczu towarzyskim z Chinami (0:2).

## Statystyki
| Sezon                 | Kraj               | Klub              | Rozgrywki      | Mecze | Bramki |
| --------------------- | ------------------ | ----------------- | -------------- | ----- | ------ |
| 2010/2011             |                    | Horizont Turnowo  | Prwa Liga      | 21    | 0      |
| 2011/2012             | 26                 | Horizont Turnowo  | Prwa Liga      | 1     |        |
| 2012/2013 (j)         | FK Mirawci         | Wtora Liga        |                |       |        |
| 2012/2013 (w)         | Horizont Turnowo   | Prwa Liga         | 10             | 0     |        |
| 2013/2014             | Horizont Turnowo   | Prwa Liga         | 27             | 3     |        |
| 2014/2015             | Horizont Turnowo   | Prwa Liga         | 29             | 2     |        |
| 2015/2016 (j)         | Horizont Turnowo   | Prwa Liga         | 15             | 2     |        |
| 2015/2016 (w)         | Rabotniczki Skopje | Prwa Liga         | 12             | 2     |        |
| 2016/2017             | Rabotniczki Skopje | Prwa Liga         | 30             | 4     |        |
| 2017/2018 (j)         | Egipt              | Smouha SC         | Premier League | 4     | 0      |
| 2017/2018 (w)         |                    | Esteghlal Teheran | Pro League     | 0     | 0      |
| Stan na 5 lutego 2018 |                    |                   |                |       |        |